# The Great Deceiver
The Great Deceiver ist eine schwedische Hardcore-Punk- und Death-Metal-Band aus Göteborg, die im Jahr 1998 gegründet wurde.

## Geschichte
Die Band wurde im Jahr 1998 gegründet und veröffentlichte im Jahr 2000 die EP Jet Black Art über Bridge Records in Europa. Kurz darauf erschien sie auch in den USA bei Trustkill Records. Darauf bestand die Band aus dem Sänger Tomas Lindberg (At the Gates, The Haunted), den Gitarristen Kristian Wåhlin und Johan Österberg sowie dem Schlagzeuger Hans Nilsson. Nach der Veröffentlichung verließ Nilsson die Band und wurde durch Kalle Anderson ersetzt. Danach arbeitete die Band an ihrem Debütalbum, wobei die Arbeiten mehrfach ins Stocken gerieten, da Lindberg mit anderen Projekten wie Lock Up und The Crown beschäftigt war. Im Jahr 2002 erschien das Debütalbum A Venom Well Designed. Im Dezember desselben Jahres ging die Band zusammen mit Napalm Death auf Tour durch Großbritannien. Im März 2004 folgte mit Terra Incognito das zweite Album über Peaceville Records, das von Daniel Bergstrand und Misery-Loves-Co.-Gitarrist Örjan Örnkloo produziert wurde. Zudem wurde für das Lied Lake of Sulphar unter der Leitung von Patric Ullaeus ein Musikvideo erstellt. Im Jahr 2007 folgte das nächste Album Life Is Wasted on the Living über Deathwish Records.

## Stil
Die Musik der Band wird als eine Mischung aus Sepulturas Roots-Album und Neurosis beschrieben. metal.de beschreibt die Musik als Death Metal mit Hardcore-Einflüssen. Den im Promotext zum Album A Venom Well Designed gezogenen Vergleich mit At the Gates, disbelief und Type O Negative könne man bis auf den mit letzterer Band zustimmen. The Metal Observer stellt auf Terra Incognito außerdem noch ein paar Einflüsse aus dem Nu Metal fest.

## Diskografie
- 2000: Jet Black Art (EP, Bridge Records (Europa) / Trustkill Records (USA))
- 2002: A Venom Well Designed (Album, Peaceville Records)
- 2004: Terra Incognito (Album, Peaceville Records)
- 2007: Life Is Wasted on the Living (Album, Deathwish Records)